# Jessy Kramer
Jessy Kramer (* 16. Februar 1990 in Niedorp, Niederlande) ist eine ehemalige niederländische Handballspielerin.
Kramer wechselte 2010 von Zeeman Vastgoed SEW nach Frankfurt (Oder) zum deutschen Bundesligisten Frankfurter HC. Nach zwei Jahren beim FHC wechselte sie zum Ligarivalen HC Leipzig. Im Juli 2013 wurde ihr Vertrag in beidseitigem Einvernehmen aufgelöst. Anschließend unterschrieb sie einen Vertrag beim norwegischen Erstligisten Vipers Kristiansand. Ab der Saison 2016/17 lief sie für den französischen Erstligisten Toulon Saint-Cyr Var Handball auf. Kramer beendete nach der Saison 2020/21 ihre Karriere.
Jessy Kramer bestritt 151 Länderspiele für die niederländische Nationalmannschaft, mit der sie an der Weltmeisterschaft 2013 in Serbien teilnahm. Kramer gewann die Silbermedaille bei der Europameisterschaft 2016 sowie die Bronzemedaille bei der Weltmeisterschaft 2017 und bei der Europameisterschaft 2018. Bei der Weltmeisterschaft 2019 gewann sie im Finale gegen die spanische Auswahl den WM-Titel.
Kramer wird ab der Saison 2025/26 als Co-Trainerin bei Toulon Métropole Var Handball tätig sein.